# زاك كروكت
زاك كروكت (بالإنجليزية: Zack Crockett)‏ هو لاعب كرة قدم أمريكية أمريكي، ولد في 2 ديسمبر 1972 في بومبانو سيتي في الولايات المتحدة.

## وصلات خارجية
- زاك كروكت على موقع مرجع كرة القدم المحترفة.كوم (الإنجليزية)